# 1977 en sport
Cet article présente les faits marquants de l'année 1977 en sport.

## Automobile
- 16 juillet : la Renault à moteur « turbo », pilotée par Jean-Pierre Jabouille, fait sa première apparition au GP de Grande-Bretagne de Formule 1 sur le circuit de Silverstone.

- Niki Lauda remporte le Championnat du monde de Formule 1 au volant d'une Ferrari.

## Baseball
- Les Yankees de New York remportent la Série mondiale face aux Dodgers de Los Angeles.
- Finale du championnat de France : Paris UC bat Nice UC.

## Basket-ball
- AS Villeurbanne est champion de France.
- NBA : les Trail Blazers de Portland sont champions NBA face aux 76ers de Philadelphie 4 manches à 2.
- 9 décembre : une bagarre éclate lors du match opposant les Rockets de Houston aux Lakers de Los Angeles. Par inadvertance, Kermit Washington donne un coup de poing à Rudy Tomjanovich. Ce dernier perd son liquide cérébral sur le terrain et sera défiguré à vie. Cet incident est considéré comme l'un des pires de l'histoire de la NBA.

## Cyclisme
- Roger De Vlaeminck le "Gitan d'Eeklo" gagne Paris-Roubaix pour la quatrième fois, record absolu.
- Bernard Thévenet emporte son second Tour de France pour 48 secondes face à Hennie Kuiper.
- Francesco Moser devient champion du monde à San Cristóbal au Venezuela devant Dietrich Thurau.

## Football
- Le FC Nantes remporte le championnat de France de football

## Football américain
- 9 janvier : Super Bowl XI : Raiders d'Oakland 32, Vikings du Minnesota 14. Article détaillé : Saison NFL 1976.

## Hockey sur glace
- Les Canadiens de Montréal remportent la Coupe Stanley.
- Coupe Magnus : le Gap Hockey Club est champion de France.
- SC Berne champion de Suisse.
- La Tchécoslovaquie remporte le championnat du monde.

## Rugby à XIII
- 14 mai : à Narbonne, Carcassonne remporte la Coupe de France face au XIII Catalan 21-16.
- 22 mai : à Albi, Albi remporte le Championnat de France face à Carcassonne 19-10.
- La France est championne d'Europe.
- 25 juin : L'Australie remporte la Coupe du monde de rugby à XIII.
  - Article de fond : Coupe du monde de rugby à XIII 1977

## Rugby à XV
- La France remporte le Tournoi des Cinq nations en signant un Grand Chelem avec les 15 mêmes joueurs et sans concéder un seul essai.
  - Article détaillé : Tournoi des cinq nations 1977
- L'AS Béziers est champion de France.

## Ski alpin
- Coupe du monde
  - Le Suédois Ingemar Stenmark remporte le classement général de la Coupe du monde.
  - La Suissesse Lise-Marie Morerod remporte le classement général de la Coupe du monde féminine.

## Tennis de table
- Championnats du monde de tennis de table
  - Le couple français Jacques Secrétin / Claude Bergeret entraîné par Pierre Grandjean devient champion du monde double mixte à Birmingham (Angleterre) en battant le Japon.

## Voile
- Gilles Gahinet remporte la 8e édition de la Course de l'Aurore sur le half Gradlon 2
- Daniel Gilard remporte la première édition de la Mini Transat en 22 j 18 h 10 min, sur le monocoques 64 - Petit Dauphin

## Naissances

### Janvier
- 2 janvier : Stefan Koubek, joueur de tennis autrichien.
- 14 janvier : Narain Karthikeyan, pilote automobile indien.
- 18 janvier : Didier Dinart, joueur de handball français.
- 26 janvier :
  - Vince Carter, joueur de basket-ball américain.
  - Jérôme Jeannet, escrimeur français spécialisé dans l'épée.
  - Jorge Pina, escrimeur espagnol spécialiste du sabre.
- 28 janvier : Takuma Satō, pilote automobile japonais.
- 29 janvier : Alexandre Rousselet, skieur de fond français.

### Février
- 3 février : 
  - Juana Wangsa Putri, taekwondoïste indonésienne.
  - Tamara Crow, nageuse synchronisée américaine.
- 14 février : 
  - Cadel Evans, coureur cycliste australien.
  - Elmer Symons, pilote moto sud-africain († 9 janvier 2007).
- 20 février : Stephon Marbury, joueur américain de basket-ball.

### Mars
- 6 mars : John Celestand, joueur américain de basket-ball.
- 9 mars :
  - Vincent Defrasne, biathlète français.
  - Radek Dvořák, joueur de hockey sur glace tchèque.
- 18 mars : Zdeno Chára, joueur slovaque de hockey sur glace.
- 22 mars:
  - Ambrosi Hoffmann, skieur alpin suisse.
  - Joel Kwiatkowski, joueur de hockey sur glace canadien.
- 28 mars : Erik Rasmussen, joueur de hockey sur glace américain.
- 30 mars : Marc Gicquel, joueur de tennis français.

### Avril
- 12 avril :
  - Patricia Chéreau, karatéka française.
  - Tobias Angerer, skieur de fond allemand.
- 21 avril : Jamie Salé, patineuse artistique canadienne.
- John Felix Anthony Cena catcheur

### Mai
- 2 mai : Kalle Palander, skieur finlandais.
- 5 mai : Barbara Harel, judokate française.
- 10 mai : Nick Heidfeld, pilote automobile allemand.
- 11 mai : Armel Le Cléac'h, navigateur et skipper français.
- 20 mai : Carmen Brussig, judokate handisport allemande.
- 27 mai :
  - Arthur Lee, basketteur américain.
  - Mahela Jayawardene, joueur de cricket srilankais.
- 31 mai : Domenico Fioravanti, nageur italien.

### Juin
- 5 juin : Nicolas Kiefer, joueur de tennis allemand.
- 14 juin : Joe Worsley, joueur de rugby à XV anglais, vainqueur de la Coupe du monde 2003.
- 17 juin : Raúl González Blanco, footballeur espagnol.
- 19 juin : Maria Cioncan, athlète roumaine († 21 janvier 2007).
- 30 juin : Tathiana Garbin, joueuse de tennis italienne.

### Juillet
- 8 juillet : Christian Abbiati, footballeur italien.
- 12 juillet : Francesca Lubiani joueuse de tennis italienne.
- 28 juillet :
  - Dexter Jackson, joueur américain de football U.S.
  - Emanuel Ginobili, joueur de basket-ball argentin évoluant en NBA.

### Août
- 4 août : Luis Boa Morte, footballeur portugais.
- 8 août :
  - Daniel Moreira, footballeur français.
  - Romain Pitau, footballeur français.
- 15 août : Martin Biron, joueur canadien de hockey sur glace (gardien de but) évoluant dans la Ligue nationale de hockey.
- 17 août : Thierry Henry, footballeur français, champion du monde en 1998 et d'Europe en 2000.
- 18 août : Lukáš Bauer, skieur de fond tchèque.
- 20 août :
  - Henning Stensrud, sauteur à ski norvégien.
  - Felipe Contepomi, joueur de rugby à XV argentin.
  - Manuel Contepomi, joueur de rugby à XV argentin.
- 31 août : Chris Rogers, joueur de cricket australien.

### Septembre
- 8 septembre : Jason Collier, basketteur américain. († 15 octobre 2005).
- 27 septembre : Lucas Bernardi, footballeur argentin, évoluant au poste de milieu défensif.

### Octobre
- 2 octobre : Patrick Barul, footballeur français.
- 5 octobre : Vincent Parisi, champion du monde de ju-jitsu combat.
- 12 octobre : Bode Miller, skieur américain.
- 15 octobre : David Trezeguet, footballeur français, champion du monde en 1998 et d'Europe en 2000.
- 19 octobre : Habib Beye, footballeur sénégalais.
- 25 octobre : Diego Corrales, boxeur américain († 7 mai 2007).
- 27 octobre : Kumar Sangakkara, joueur de cricket srilankais.

### Novembre
- 12 novembre : Davide Rummolo, nageur italien, spécialiste de la brasse.
- 16 novembre : Oksana Baïul, patineuse artistique ukrainienne.
- 17 novembre : Ryk Neethling, nageur sud-africain.
- 26 novembre :
  - Lionel Faure, joueur de rugby à XV français.
  - Jure Radelj, sauteur à ski slovène.

### Décembre
- 6 décembre : Andrew Flintoff, joueur de cricket anglais.
- 8 décembre : Sébastien Chabal, joueur de rugby à XV international français.
- 12 décembre : Colin White, joueur canadien de hockey sur glace.
- 14 décembre : Romain Dumas, pilote automobile français.
- 27 décembre : Blake Bellefeuille, joueur de hockey sur glace américain.

## Décès
- 10 janvier : Jean Taris, nageur français, vice-champion olympique du 400 m nage libre aux Jeux de Los Angeles en 1932 (° 6 juillet 1909).
- 5 mars : Tom Pryce, pilote automobile britannique, (° 11 juin 1949).
- 7 mars : Eugène Criqui, boxeur français. (° 15 août 1893).
- 28 avril : Josef « Sepp » Herberger, entraîneur de football (° 28 mars 1897).
- 3 décembre : Jack Beresford, rameur britannique (° 1er janvier 1899).